# Deutsche Meisterschaften in der Nordischen Kombination 2021

Deutscher Skiverband

Die deutschen Meisterschaften in der Nordischen Kombination 2021 fanden am 30. und 31. Oktober 2021 in den thüringischen Städten Oberhof und Zella-Mehlis statt. Die Veranstalter waren der Deutsche (DSV) und der Thüringer Skiverband (TSV), wohingegen die Veranstaltergemeinschaft des SC Motor Zella-Mehlis und des WSV Schmiedefeld als Ausrichter fungierten. Die Sprungdurchgänge wurden auf der mit Matten belegten Schanzenanlage im Kanzlersgrund (K 90 / HS 100 und K 120/HS 140) ausgetragen. Als Laufstrecke diente der Stadtkurs Zella-Mehlis. Bei den Männern wurde ein Einzelwettkampf nach der Gundersen-Methode sowie ein Teamsprint abgehalten. Der Einzelwettkampf der Junioren war in dem der Senioren integriert. Darüber hinaus wurde der zweite Meisterschaftswettkampf der Frauen ausgetragen, welcher nach der Gundersen-Methode von der Normalschanze sowie über fünf Kilometer abgehalten wurde. DSV-Cheftrainer war Hermann Weinbuch.

## Teilnehmende

### Männer
Am Wettbewerb der Herren nahmen zudem fünf Franzosen sowie ein Schweizer in der Gästeklasse am Wettbewerb teil.
| 37 Teilnehmer aus fünf Bundesländern                            | 37 Teilnehmer aus fünf Bundesländern      |
| --------------------------------------------------------------- | ----------------------------------------- |
| - Baden-Württemberg (6) - Bayern (15) - Nordrhein-Westfalen (5) | - Sachsen (8) - Thüringen (3) – Gastgeber |

### Frauen
| 15 Teilnehmerinnen aus fünf Bundesländern                      | 15 Teilnehmerinnen aus fünf Bundesländern |
| -------------------------------------------------------------- | ----------------------------------------- |
| - Baden-Württemberg (3) - Bayern (3) - Nordrhein-Westfalen (1) | - Sachsen (3) - Thüringen (5) – Gastgeber |

## Frauen
Der Wettbewerb der Frauen fand am 31. Oktober von der Normalschanze in Oberhof und im Stadtkurs Zella-Mehlis statt. Die Titelverteidigerin Jenny Nowak ging mit einem Sprung auf 96,5 Meter nach dem Sprungdurchgang in Führung. Ihren Vorsprung von 50 Sekunden ließ sich Nowak auf der Laufstrecke nicht mehr nehmen und gewann so ihren zweiten deutschen Meistertitel.
| Platz | Name                | Verein                  | Sprungpunkte | Laufzeit | Rückstand |
| ----- | ------------------- | ----------------------- | ------------ | -------- | --------- |
| 01.   | Jenny Nowak         | SC Sohland              | 122,2        | 14:33,0  |           |
| 02.   | Cindy Haasch        | TSG Ruhla               | 099,4        | 14:42,5  | +1:40,5   |
| 03.   | Marie Naehring      | SK Winterberg           | 088,0        | 14:08,4  | +1:52,4   |
| 04.   | Svenja Würth        | SV Baiersbronn          | 109,7        | 15:53,6  | +2:10,6   |
| 05.   | Magdalena Burger    | SC Partenkirchen        | 099,1        | 15:31,1  | +2:30,1   |
| 06.   | Maria Gerboth       | WSV Schmiedefeld        | 085,5        | 14:57,0  | +2:51,0   |
| 07.   | Anne Häckel         | VSC Klingenthal         | 101,5        | 16:15,9  | +3:05,9   |
| 08.   | Nathalie Armbruster | SV-SZ Kniebis 1928      | 073,0        | 14:43,0  | +3:27,0   |
| 09.   | Trine Göpfert       | WSV Reit im Winkl       | 092,1        | 16:12,5  | +3:39,5   |
| 10.   | Sophia Maurus       | TSV Buchenberg          | 078,1        | 15:36,2  | +3:59,2   |
| 11.   | Ronja Loh           | WSC Oberwiesenthal      | 074,3        | 16:11,8  | +4:50,8   |
| 12.   | Emilia Görlich      | WSV 08 Lauscha          | 045,8        | 14:39,0  | +5:12,0   |
| 13.   | Elisabeth Strümpfel | TSG Ruhla               | 072,7        | 16:57,5  | +5:42,5   |
| 14.   | Kathrin Mark        | SZ Breitnau             | 043,0        | 17:50,8  | +8:34,8   |
| 15.   | Hannah Rommel       | SC Steinbach-Hallenberg | 067,8        | 19:34,3  | +8:39,3   |

## Männer

### Einzel
Der Einzelwettbewerb fand am Samstag, dem 30. Oktober 2020 in der Gundersen-Methode (HS140/10 km) statt. Der Sprungdurchgang wurde von der Großschanze abgehalten, die mit einer Keramikspur ausgestattet war. Der Vorjahressieger Fabian Rießle lag nach dem Sprungdurchgang in Führung, doch verhinderte ein Stockbruch auf der Laufstrecke seine Titelverteidigung. Johannes Rydzek, der mit 24 Sekunden Rückstand als Zweiter auf die Strecke ging, konnte mit der schnellsten Laufzeit an Rießle vorbeiziehen und sich seinen achten Einzeltitel holen. Mit 2,3 Sekunden Rückstand folgte ihm der Sachse Terence Weber.
| Platz | Name                 | Verein             | Sprungpunkte | Laufzeit | Rückstand |
| ----- | -------------------- | ------------------ | ------------ | -------- | --------- |
| 01.   | Johannes Rydzek      | SC Oberstdorf      | 135,2        | 22:41,4  |           |
| 02.   | Terence Weber        | SSV Geyer          | 134,9        | 22:42,7  | +0:02,3   |
| 03.   | Fabian Rießle        | SZ Breitnau        | 141,1        | 23:26,0  | +0:20,6   |
| 04.   | Manuel Faißt         | SV Baiersbronn     | 134,2        | 23:29,1  | +0:51,7   |
| 05.   | Julian Schmid        | SC Oberstdorf      | 128,6        | 23:13,4  | +0:58,0   |
| 06.   | Eric Frenzel         | SSV Geyer          | 127,6        | 23:23,7  | +1:12,3   |
| 07.   | Vinzenz Geiger       | SC Oberstdorf      | 119,7        | 23:27,7  | +1:48,3   |
| 08.   | Jakob Lange          | WSV Kiefersfelden  | 096,1        | 22:46,1  | +2:40,7   |
| 09.   | David Mach           | TSV Buchenberg     | 107,7        | 23:47,4  | +2:56,0   |
| 10.   | Martin Hahn          | VSC Klingenthal    | 109,6        | 24:06,5  | +3:07,1   |
| 11.   | Nick Siegemund       | VSC Klingenthal    | 108,0        | 24:18,4  | +3:25,0   |
| 12.   | Wendelin Thannheimer | SC Oberstdorf      | 099,6        | 23:46,3  | +3:26,9   |
| 13.   | Simon Mach           | TSV Buchenberg     | 106,1        | 24:12,6  | +3:27,2   |
| 14.   | Simon Hüttel         | WSV Weißenstadt    | 106,6        | 24:17,0  | +3:29,6   |
| 15.   | Tristan Sommerfeldt  | WSC Oberwiesenthal | 097,0        | 23:39,2  | +3:29,8   |

### Teamsprint
Der Teamsprint wurde am Sonntag, dem 31. Oktober (HS100/2×7,5 km) ausgetragen. Der Sprungdurchgang wurde von der Normalschanze abgehalten, die bereits wie im Winter mit einer Eisspur ausgestattet war. Terence Weber sprang in einem von Wind geprägten Springen eine neue Schanzenrekordweite von 108,5 Metern. Nachdem Manuel Faißt und Fabian Rießle drei Meistertitel in Folge feiern konnten, wurden sie dieses Jahr vom bayerischen Duo Julian Schmid und Johannes Rydzek abgelöst. Für Schmid war es der erste deutsche Meistertitel. Es waren 21 Teams gemeldet, jedoch gingen nur deren 20 an den Start.
| Platz | Team                       | Namen                              | Sprungpunkte | Laufzeit | Rückstand |
| ----- | -------------------------- | ---------------------------------- | ------------ | -------- | --------- |
| 01.   | Bayern (BSV) I             | Julian Schmid Johannes Rydzek      | 266,6        | 28:16,1  |           |
| 02.   | Sachsen (SVSAC) I          | Eric Frenzel Terence Weber         | 270,0        | 28:35,4  | +00:05,3  |
| 03.   | Baden-Württemberg (SBW) I  | Manuel Faißt Fabian Rießle         | 259,8        | 29:09,6  | +01:20,5  |
| 04.   | Bayern (BSV) II            | Jakob Lange Vinzenz Geiger         | 246,4        | 28:45,8  | +01:49,7  |
| 05.   | Bayern (BSV) III           | David Mach Wendelin Thannheimer    | 246,9        | 28:59,9  | +02:01,8  |
| 06.   | Frankreich I               | Antoine Gérard Laurent Muhlethaler | 250,8        | 29:16,7  | +02:03,6  |
| 07.   | Sachsen (SVSAC) II         | Martin Hahn Nick Siegemund         | 241,6        | 29:44,0  | +03:07,9  |
| 08.   | Baden-Württemberg (SBW) II | Pirmin Maier Jan Andersen          | 247,3        | 30:10,0  | +03:10,9  |
| 09.   | Frankreich II              | Marco Heinis Mattéo Baud           | 254,0        | 30:53,8  | +03:27,7  |
| 10.   | Nordrhein-Westfalen (WSV)  | Lenard Kersting Justin Moczarski   | 228,0        | 29:13,9  | +03:31,8  |

### Junioren
Der Einzelwettbewerb fand am Samstag, dem 30. Oktober in der Gundersen-Methode (HS 140/10 km) statt. Deutscher Juniorenmeister wurde Simon Mach.
| Platz | Name                | Verein                | Sprungpunkte | Laufzeit | Rückstand |
| ----- | ------------------- | --------------------- | ------------ | -------- | --------- |
| 01.   | Simon Mach          | TSV Buchenberg        | 106,1        | 24:12,6  |           |
| 02.   | Tristan Sommerfeldt | WSC Oberwiesenthal    | 097,0        | 23:39,2  | +0:02,6   |
| 03.   | Richard Stenzel     | SC Motor Zella-Mehlis | 115,9        | 25:02,3  | +0:10,7   |
| 04.   | Lenard Kersting     | SK Winterberg         | 089,0        | 23:38,1  | +0:33,5   |
| 05.   | Jan Andersen        | SC Königsbronn        | 099,5        | 24:50,4  | +1:03,8   |